# Teumeso
Teumeso (en griego, Τευμησσός) es el nombre de una antigua ciudad griega de Beocia.
Estrabón la ubica dentro del territorio perteneciente a Tebas y añade que Teumeso fue celebrada por los versos de Antímaco de Colofón, autor de finales del siglo V a. C.
Se suele localizar en una colina llamada Mesovuni de la llanura Aonia, unos 7 km al este de Tebas aunque también se ha sugerido una colina llamada Sula, 2 km al sur de Mesovuni, como posible ubicación.

## Mitología griega y lugares de culto
Pausanias menciona una tradición según la cual Teumeso fue el lugar donde Zeus escondíó a Europa.
También es el lugar de la célebre zorra teumesia, animal enviado por Dioniso para asolar el territorio de los tebanos y que tenía el destino de que nunca podría ser cazada. Cuando fue perseguida por Lélape, un perro que Procris había traído de Creta y que tenía el destino de que cazaría a toda presa que persiguiera, ambos animales fueron transformados en piedra.
Pausanias menciona además un santuario de Atenea Telquinia, donde no había estatua, y deduce que se trataba de una fundación de los Telquines. Estos vivían en Chipre y una parte de ellos se habría trasladado a Beocia.